# Ричардсон, Энн
Энн Ричардсон (англ. Ann Kathleen Richardson) — новозеландский онколог. Она является профессором онкоэпидемиологии в Кентерберийском университете.

## Академическая карьера
Ричардсон получила степень бакалавра медицины и бакалавра хирургии, диплом аспиранта по акушерству и степень доктора философии в Университете Отаго. Она является членом Новозеландского колледжа общественного здравоохранения и медицины. Также она является членом Совета по исследованиям в области здравоохранения Новой Зеландии и попечителем Genesis Oncology Trust.
В 2008 году в честь Дня рождения королевы Ричардсон была удостоена звания Кавалера ордена «Почётный орден королевы» за заслуги в области общественного здравоохранения.

## Избранные публикации
- Cox, B.; Richardson, A.; Graham, P.; Gislefoss, R.E.; Jellum, E.; Rollag, H. (2010). Breast cancer, cytomegalovirus and Epstein-Barr virus: a nested case-control study. British Journal of Cancer. 102 (11): 1665–1669. doi:10.1038/sj.bjc.6605675. PMC 2883146. PMID 20407437.[10]